# Olbis Futo Andrè
Olbis Futo Andrè (Castel San Pietro Terme, 25 dicembre 1998) è una cestista italiana con cittadinanza angolana.
Centro di 192 cm, gioca in serie A1 con la Famila Basket Schio.

## Carriera

### Club
Cresciuta tra la Polisportiva Pontevecchio e la Fortitudo Rosa, esordisce in Serie A2 nel 2014 con la Libertas Basket Bologna.
Nel 2015 viene ingaggiata da Battipaglia, squadra di Serie A1.
Dopo tre stagioni in Campania, nel 2018 viene ingaggiata da Schio.

### Nazionale
Nel 2017 partecipa all'europeo under 20 e al mondiale under 19.
Debutta in nazionale maggiore l'11 novembre 2017 nel girone di qualificazione agli europei del 2019.

## Statistiche

### Presenze e punti nei club
Statistiche aggiornate al 14 gennaio 2021
| Stagione        | Squadra          | Competizione    | Partite | Partite | Partite | Statistiche tiro | Statistiche tiro | Statistiche tiro | Altre statistiche | Altre statistiche | Altre statistiche | Altre statistiche | Altre statistiche |
| Stagione        | Squadra          | Competizione    | Pres.   | Titol.  | Minuti  | Tiri da 2        | Tiri da 3        | Liberi           | Rimb.             | Assist            | Rubate            | Stopp.            | Punti             |
| --------------- | ---------------- | --------------- | ------- | ------- | ------- | ---------------- | ---------------- | ---------------- | ----------------- | ----------------- | ----------------- | ----------------- | ----------------- |
| 2014-2015       | Libertas Bologna | Serie A2        | 11      |         | 54      | 5/10             | -                | 2/2              | 17                | 1                 | 2                 | 0                 | 12                |
| 2015-2016       | Battipaglia      | Serie A1        | 28      |         | 179     | 13/36            | -                | 5/7              | 45                | 2                 | 10                | 8                 | 31                |
| 2016-2017       | Battipaglia      | Serie A1        | 22      |         | 330     | 31/71            | -                | 23/40            | 101               | 1                 | 20                | 6                 | 85                |
| 2017-2018       | Battipaglia      | Serie A1        | 24      |         | 532     | 86/161           | 0/1              | 32/66            | 121               | 10                | 28                | 20                | 204               |
| 2018-2019       | Famila Schio     | Serie A1        | 30      |         | 416     | 61/120           | -                | 22/34            | 114               | 14                | 17                | 19                | 144               |
| 2019-2020       | Famila Schio     | Serie A1        | 20      |         | 345     | 62/120           | -                | 25/30            | 100               | 13                | 13                | 6                 | 149               |
| 2020-2021       | Famila Schio     | Serie A1        | 15      |         | 303     | 48/97            | -                | 21/32            | 69                | 19                | 14                | 9                 | 117               |
| Totale carriera | Totale carriera  | Totale carriera | 150     |         | 2159    | 306/615 49.7%    | 0/1              | 130/211 61.6%    | 567               | 60                | 104               | 68                | 742               |

### Cronologia presenze e punti in Nazionale
| Cronologia completa delle presenze e dei punti in Nazionale - Italia | Cronologia completa delle presenze e dei punti in Nazionale - Italia | Cronologia completa delle presenze e dei punti in Nazionale - Italia | Cronologia completa delle presenze e dei punti in Nazionale - Italia | Cronologia completa delle presenze e dei punti in Nazionale - Italia | Cronologia completa delle presenze e dei punti in Nazionale - Italia | Cronologia completa delle presenze e dei punti in Nazionale - Italia | Cronologia completa delle presenze e dei punti in Nazionale - Italia |
| Data                                                                 | Città                                                                | In casa                                                              | Risultato                                                            | Ospiti                                                               | Competizione                                                         | Punti                                                                | Note                                                                 |
| -------------------------------------------------------------------- | -------------------------------------------------------------------- | -------------------------------------------------------------------- | -------------------------------------------------------------------- | -------------------------------------------------------------------- | -------------------------------------------------------------------- | -------------------------------------------------------------------- | -------------------------------------------------------------------- |
| 11-11-2017                                                           | Skopje                                                               | Macedonia del Nord                                                   | 52 - 61                                                              | Italia                                                               | Qual. Euro 2019 - Girone H                                           | 10                                                                   | [ 4 ]                                                                |
| 15-11-2017                                                           | San Martino di Lupari                                                | Italia                                                               | 71 - 83                                                              | Croazia                                                              | Qual. Euro 2019 - Girone H                                           | 0                                                                    | [ 5 ]                                                                |
| 10-2-2018                                                            | Borås                                                                | Svezia                                                               | 47 - 69                                                              | Italia                                                               | Qual. Euro 2019 - Girone H                                           | 8                                                                    | [ 6 ]                                                                |
| 14-2-2018                                                            | Pavia                                                                | Italia                                                               | 93 - 33                                                              | Macedonia del Nord                                                   | Qual. Euro 2019 - Girone H                                           | 12                                                                   | [ 7 ]                                                                |
| 18-8-2018                                                            | Vicenza                                                              | Italia                                                               | 74 - 37                                                              | W.F. Dem. Deacons                                                    | Amichevole                                                           | 15                                                                   | [ 8 ]                                                                |
| 20-8-2018                                                            | Anglet                                                               | Francia                                                              | 74 - 43                                                              | Italia                                                               | Amichevole                                                           | 0                                                                    | [ 9 ]                                                                |
| 21-8-2018                                                            | Anglet                                                               | Francia                                                              | 74 - 53                                                              | Italia                                                               | Amichevole                                                           | 13                                                                   | [ 10 ]                                                               |
| 27-8-2018                                                            | La Spezia                                                            | Italia                                                               | 53 - 43                                                              | Israele                                                              | Amichevole                                                           | 7                                                                    | [ 11 ]                                                               |
| 28-8-2018                                                            | La Spezia                                                            | Italia                                                               | 58 - 46                                                              | Israele                                                              | Amichevole                                                           | 9                                                                    | [ 12 ]                                                               |
| 17-11-2018                                                           | Slavonski Brod                                                       | Croazia                                                              | 52 - 64                                                              | Italia                                                               | Qual. Euro 2019 - Girone H                                           | 4                                                                    | [ 13 ]                                                               |
| 21-11-2018                                                           | La Spezia                                                            | Italia                                                               | 62 - 56                                                              | Svezia                                                               | Qual. Euro 2019 - Girone H                                           | 20                                                                   | [ 14 ]                                                               |
| 31-5-2019                                                            | Pordenone                                                            | Italia                                                               | 66 - 69                                                              | Ucraina                                                              | Amichevole                                                           | 2                                                                    | [ 15 ]                                                               |
| 1-6-2019                                                             | Ponzano Veneto                                                       | Italia                                                               | 99 - 77                                                              | Ucraina                                                              | Amichevole                                                           | 6                                                                    | [ 16 ]                                                               |
| 8-6-2019                                                             | Saragozza                                                            | Belgio                                                               | 49 - 60                                                              | Italia                                                               | Torneo amichevole                                                    | 0                                                                    | [ 17 ]                                                               |
| 9-6-2019                                                             | Saragozza                                                            | Russia                                                               | 62 - 54                                                              | Italia                                                               | Torneo amichevole                                                    | 12                                                                   | [ 18 ]                                                               |
| 14-6-2019                                                            | Broni                                                                | Italia                                                               | 71 - 67                                                              | Bielorussia                                                          | Amichevole                                                           | 8                                                                    | [ 19 ]                                                               |
| 15-6-2019                                                            | Parma                                                                | Italia                                                               | 73 - 56                                                              | Bielorussia                                                          | Amichevole                                                           | 7                                                                    | [ 20 ]                                                               |
| 21-6-2019                                                            | Wevelgem                                                             | Belgio                                                               | 79 - 76                                                              | Italia                                                               | Amichevole                                                           | 8                                                                    | [ 21 ]                                                               |
| 22-6-2019                                                            | Courtrai                                                             | Belgio                                                               | 76 - 65                                                              | Italia                                                               | Amichevole                                                           | 4                                                                    | [ 22 ]                                                               |
| 27-6-2019                                                            | Niš                                                                  | Turchia                                                              | 54 - 57                                                              | Italia                                                               | EuroBasket 2019 - Primo turno, Gruppo C                              | 2                                                                    | [ 23 ]                                                               |
| 28-6-2019                                                            | Niš                                                                  | Italia                                                               | 51 - 59                                                              | Ungheria                                                             | EuroBasket 2019 - Primo turno, Gruppo C                              | 2                                                                    | [ 24 ]                                                               |
| 30-6-2019                                                            | Niš                                                                  | Italia                                                               | 75 - 57                                                              | Slovenia                                                             | EuroBasket 2019 - Primo turno, Gruppo C                              | 13                                                                   | [ 25 ]                                                               |
| 2-7-2019                                                             | Belgrado                                                             | Italia                                                               | 54 - 63                                                              | Russia                                                               | EuroBasket 2019 - Qualif. ai quarti di finale                        | 8                                                                    | [ 26 ]                                                               |
| 14-11-2019                                                           | Cagliari                                                             | Italia                                                               | 52 - 62                                                              | Rep. Ceca                                                            | Qual. Euro 2021 - Girone D                                           | 0                                                                    | [ 27 ]                                                               |
| 17-11-2019                                                           | Gentofte                                                             | Danimarca                                                            | 72 - 82                                                              | Italia                                                               | Qual. Euro 2021 - Girone D                                           | 13                                                                   | [ 28 ]                                                               |
| 13-11-2020                                                           | Riga                                                                 | Romania                                                              | 68 - 90                                                              | Italia                                                               | Qual. Euro 2021 - Girone D                                           | 12                                                                   | [ 29 ]                                                               |
| 15-11-2020                                                           | Riga                                                                 | Rep. Ceca                                                            | 63 - 69                                                              | Italia                                                               | Qual. Euro 2021 - Girone D                                           | 4                                                                    | [ 30 ]                                                               |
| 1-6-2021                                                             | Mulhouse                                                             | Francia                                                              | 69 - 61 dts                                                          | Italia                                                               | Amichevole                                                           | 3                                                                    | [ 31 ]                                                               |
| 2-6-2021                                                             | Mulhouse                                                             | Francia                                                              | 70 - 53                                                              | Italia                                                               | Amichevole                                                           | 6                                                                    | [ 32 ]                                                               |
| 11-6-2021                                                            | Valencia                                                             | Turchia                                                              | 44 - 83                                                              | Italia                                                               | Amichevole                                                           | 10                                                                   | [ 33 ]                                                               |
| 17-6-2021                                                            | Valencia                                                             | Serbia                                                               | 86 - 81 dts                                                          | Italia                                                               | EuroBasket 2021 - Primo turno, Gruppo B                              | 5                                                                    | [ 34 ]                                                               |
| 18-6-2021                                                            | Valencia                                                             | Italia                                                               | 77 - 61                                                              | Montenegro                                                           | EuroBasket 2021 - Primo turno, Gruppo B                              | 10                                                                   | [ 35 ]                                                               |
| 20-6-2021                                                            | Valencia                                                             | Italia                                                               | 77 - 67                                                              | Grecia                                                               | EuroBasket 2021 - Primo turno, Gruppo B                              | 8                                                                    | [ 36 ]                                                               |
| 21-6-2021                                                            | Valencia                                                             | Italia                                                               | 46 - 64                                                              | Svezia                                                               | EuroBasket 2021 - Ottavi di finale                                   | 1                                                                    | [ 37 ]                                                               |
| 01-06-2022                                                           | Melilla                                                              | Spagna                                                               | 60 - 49                                                              | Italia                                                               | Torneo amichevole                                                    | 2                                                                    | [ 38 ]                                                               |
| 02-06-2022                                                           | Melilla                                                              | Belgio                                                               | 60 - 77                                                              | Italia                                                               | Torneo amichevole                                                    | 10                                                                   | [ 39 ]                                                               |
| 17-06-2022                                                           | Cividale del Friuli                                                  | Italia                                                               | 83 - 70                                                              | Slovenia                                                             | Torneo amichevole                                                    | 3                                                                    | [ 40 ]                                                               |
| 19-06-2022                                                           | Cividale del Friuli                                                  | Italia                                                               | 46 - 54                                                              | Spagna                                                               | Torneo amichevole                                                    | 1                                                                    | [ 41 ]                                                               |
| 24-11-2022                                                           | Napoli                                                               | Italia                                                               | 78 - 29                                                              | Svizzera                                                             | Qual. Euro 2023 - Girone H                                           | 8                                                                    | [ 42 ]                                                               |
| 27-11-2022                                                           | Napoli                                                               | Italia                                                               | 81 - 60                                                              | Slovacchia                                                           | Qual. Euro 2023 - Girone H                                           | 4                                                                    | [ 43 ]                                                               |
| 9-2-2023                                                             | Lussemburgo                                                          | Lussemburgo                                                          | 51 - 109                                                             | Italia                                                               | Qual. Euro 2023 - Girone H                                           | 12                                                                   | [ 44 ]                                                               |
| 12-2-2023                                                            | Friburgo                                                             | Svizzera                                                             | 63 - 79                                                              | Italia                                                               | Qual. Euro 2023 - Girone H                                           | 16                                                                   | [ 45 ]                                                               |
| 24-5-2023                                                            | Vigo                                                                 | Cina                                                                 | 63 - 62                                                              | Italia                                                               | Torneo amichevole                                                    | 8                                                                    | [ 46 ]                                                               |
| 25-5-2023                                                            | Vigo                                                                 | Italia                                                               | 44 - 55                                                              | Spagna                                                               | Torneo amichevole                                                    | 12                                                                   | [ 47 ]                                                               |
| 3-6-2023                                                             | Atene                                                                | Croazia                                                              | 57 - 82                                                              | Italia                                                               | Torneo amichevole                                                    | 11                                                                   | [ 48 ]                                                               |
| 4-6-2023                                                             | Atene                                                                | Italia                                                               | 93 - 40                                                              | Grecia                                                               | Torneo amichevole                                                    | 27                                                                   | [ 49 ]                                                               |
| 11-6-2023                                                            | Pordenone                                                            | Italia                                                               | 65 - 70                                                              | Germania                                                             | Amichevole                                                           | 2                                                                    | [ 50 ]                                                               |
| 15-6-2023                                                            | Tel Aviv                                                             | Italia                                                               | 58 - 61                                                              | Rep. Ceca                                                            | EuroBasket 2023 - Primo turno, Gruppo B                              | 10                                                                   | [ 51 ]                                                               |
| 16-6-2023                                                            | Tel Aviv                                                             | Israele                                                              | 68 - 88                                                              | Italia                                                               | EuroBasket 2023 - Primo turno, Gruppo B                              | 10                                                                   | [ 52 ]                                                               |
| 18-6-2023                                                            | Tel Aviv                                                             | Belgio                                                               | 72 - 64                                                              | Italia                                                               | EuroBasket 2023 - Primo turno, Gruppo B                              | 17                                                                   | [ 53 ]                                                               |
| 19-6-2023                                                            | Tel Aviv                                                             | Montenegro                                                           | 63 - 49                                                              | Italia                                                               | EuroBasket 2023 - Ottavi di finale                                   | 10                                                                   | [ 54 ]                                                               |
| 7-11-2024                                                            | Genova                                                               | Italia                                                               | 68 - 47                                                              | Rep. Ceca                                                            | Qual. Euro 2025 - Girone I                                           | 10                                                                   | [ 55 ]                                                               |
| 6-2-2025                                                             | Faenza                                                               | Italia                                                               | 79 - 60                                                              | Germania                                                             | Qual. Euro 2025 - Girone I                                           | 6                                                                    | [ 56 ]                                                               |
| 9-2-2025                                                             | Brno                                                                 | Rep. Ceca                                                            | 74 - 69                                                              | Italia                                                               | Qual. Euro 2025 - Girone I                                           | 4                                                                    | [ 57 ]                                                               |
| 23-5-2025                                                            | Mons                                                                 | Belgio                                                               | 83 - 70                                                              | Italia                                                               | Amichevole                                                           | 0                                                                    | [ 58 ]                                                               |
| 25-5-2025                                                            | Kortrijk                                                             | Belgio                                                               | 64 - 61                                                              | Italia                                                               | Amichevole                                                           | 14                                                                   | [ 59 ]                                                               |
| 18-6-2025                                                            | Bologna                                                              | Serbia                                                               | 61 - 70                                                              | Italia                                                               | EuroBasket 2025 - Girone B                                           | 8                                                                    | [ 60 ]                                                               |
| 19-6-2025                                                            | Bologna                                                              | Italia                                                               | 77 - 66                                                              | Slovenia                                                             | EuroBasket 2025 - Girone B                                           | 2                                                                    | [ 61 ]                                                               |
| 21-6-2025                                                            | Bologna                                                              | Italia                                                               | 65 - 51                                                              | Lettonia                                                             | EuroBasket 2025 - Girone B                                           | 5                                                                    | [ 62 ]                                                               |
| 24-6-2025                                                            | Atene                                                                | Italia                                                               | 76 - 74 dts                                                          | Turchia                                                              | EuroBasket 2025 - Quarti di finale                                   | 8                                                                    | [ 63 ]                                                               |
| 27-6-2025                                                            | Atene                                                                | Italia                                                               | 64 - 66                                                              | Belgio                                                               | EuroBasket 2025 - Semifinale                                         | 4                                                                    | [ 64 ]                                                               |
| 29-6-2025                                                            | Atene                                                                | Francia                                                              | 54 - 69                                                              | Italia                                                               | EuroBasket 2025 - Finale 3º posto                                    | 4                                                                    | 3º posto                                                             |
| Totale                                                               |                                                                      | Presenze                                                             | 62                                                                   |                                                                      | Punti                                                                | 470                                                                  |                                                                      |

## Palmarès

### Squadra
- Campionato italiano: 3
Famila Schio: 2018-19, 2021-22, 2024-25
- Coppa Italia: 3
Famila Schio: 2021, 2022, 2025
- Supercoppa italiana: 4
Famila Schio: 2018, 2019, 2021
Virtus Bologna: 2023

### Individuale
MVP Coppa Italia Serie A1 LBF:1
Famila Schio: 2025